# 8316 Wolkenstein
A 8316 Wolkenstein (ideiglenes jelöléssel 3002 P-L) a Naprendszer kisbolygóövében található aszteroida. Cornelis Johannes van Houten, Ingrid van Houten-Groeneveld és Tom Gehrels fedezte fel 1960. szeptember 24-én.